# Фінал WTA 2024, одиночний розряд
Коко Гофф виграла підсумковий турнір року, Фінал WTA 2024, здолавши в фіналі Чжен Ціньвень з рахунком 3–6, 6–4, 7–6(7–2). Це був її дев'ятий одиночний титул WTA. 
Гофф виграла турнір першою з американок, відколи Серена Вільямс перемогла в 2014-му, наймолодшою переможницею після Марії Шарапової, що звитяжила в 2004-му, наймолодшою тенісисткою, що зуміла перемогти першу та другу ракетку світу в одному турнірі з часів перемоги Шарапової на  US Open 2006, і четвертою американкою, що святкувала перемогу до 21 року, після Кріс Еверт, Трейсі Остін та Вільямс. Торік турнір виграла Іга Свйонтек, але цього року вона вибула на стадії колового турніру. Свйонтек стала першою з чемпіонок, що вибула на цій стадії після Каролін Возняцкі у 2018-му.
За право називатися першою ракеткою світу боролися Свйонтек та Орина Соболенко. Соболенко вперше закінчить рік на чолі рейтингу, забезпечивши собі це після того, як виграла два матчі в коловому турнірі, а Свйонтек програла одну гру групі. 
Барбора Крейчикова відібралася до турніру, бувши тринадцятою ракеткою світу, що є найнижчою позицією, відколи Сандрін Тестю грала в ньому в 2001-му
Для Ясмін Паоліні та Чжен це був дебютний Фінал WTA. Чжен стала другою китаянкою, що грала в турнірі (раніше, в 2013-му, в ньому виступала Лі На). Вона першою добралася до фіналу вперше після Анетт Контавейт в 2021 та стала наймолодшою дебютанткою-фіналісткою після Петри Квітової в 2011-му.
Паоліні єдиною з тенісисток відібралася як в одиночному, так і парному розрядах.
Джессіка Пегула знялася перед останньою грою в групі через травму коліна, її замінила перша запасна Дарія Касаткіна.

## Сіяні
1. Орина Соболенко (півфінал)
2. Іга Свйонтек (коловий турнір)
3. Коко Гофф (Чемпіонка)
4. Ясмін Паоліні (коловий турнір)
5. Олена Рибакіна (коловий турнір)
6. Джессіка Пегула (коловий турнір, знялася)
7. Чжен Ціньвень (фінал)
8. Барбора Крейчикова (півфінал)

## Заміни
1. Дарія Касаткіна (замінила Пегулу, коловий турнір)
2. Деніелл Коллінз (не грала)

Примітки:
- Емма Наварро відібралася запасною, але знялася перед початком[12].

## Сітка

### Легенда
| - Q = Кваліфаєр - WC = Вайлд-кард - LL = Щасливий лузер | - Alt = Заміна - SE = Виняток - PR = Захищений рейтинг | - w/o = Без гри - r = Зняття - d = Присуджено перемогу |

### Фінальна частина
|  | Півфінали | Півфінали          | Півфінали     | Півфінали | Півфінали |    |               | Фінал | Фінал | Фінал | Фінал | Фінал |
|  |           |                    |               |           |           |    |               |       |       |       |       |       |
|  | 1         | Орина Соболенко    | 64            | 3         |           |    |               |       |       |       |       |       |
|  | 3         | Коко Гофф          | 7             | 6         |           |    |               |       |       |       |       |       |
|  | 3         | Коко Гофф          | 7             | 6         |           | 3  | Коко Гофф     | 3     | 6     | 7     |       |       |
|  |           |                    |               |           |           | 3  | Коко Гофф     | 3     | 6     | 7     |       |       |
|  |           | 7                  | Чжен Ціньвень | 6         | 4         | 62 |               |       |       |       |       |       |
|  | 7         | 7                  | Чжен Ціньвень | 6         | 4         | 62 | Чжен Ціньвень | 6     | 7     |       |       |       |
|  | 7         |                    |               |           |           |    | Чжен Ціньвень | 6     | 7     |       |       |       |
|  | 8         | Барбора Крейчикова | 3             | 5         |           |    |               |       |       |       |       |       |

### Пурпурова група
|   |                 | Соболенко     | Паоліні       | Рибакіна           | Чжен               | В–П | Сети В–П  | Гейми В–П   | Місце |
| 1 | Орина Соболенко |               | 6–3, 7–5      | 4–6, 6–3, 1–6      | 6–3, 6–4           | 2–1 | 5–2 (71%) | 36–30 (55%) | 1     |
| 4 | Ясмін Паоліні   | 3–6, 5–7      |               | 7–6(7–5), 6–4      | 1–6, 1–6           | 1–2 | 2–4 (33%) | 23–35 (40%) | 3     |
| 5 | Олена Рибакіна  | 6–4, 3–6, 6–1 | 6–7(5–7), 4–6 |                    | 6–7(4–7), 6–3, 1–6 | 1–2 | 3–5 (38%) | 38–40 (49%) | 4     |
| 7 | Чжен Ціньвень   | 3–6, 4–6      | 6–1, 6–1      | 7–6(7–4), 3–6, 6–1 |                    | 2–1 | 4–3 (57%) | 35–27 (56%) | 2     |

### Помаранчева група
|     |                                 | Свйонтек                | Гофф                 | Пегула Касаткіна        | Крейчикова           | В–П     | Сети В–П          | Гейми В–П             | Місце |
| 2   | Іга Свйонтек                    |                         | 3–6, 4–6             | 6–1, 6–0 (w/ Касаткіна) | 4–6, 7–5, 6–2        | 2–1     | 4–3 (57%)         | 36–26 (58%)           | 3     |
| 3   | Коко Гофф                       | 6–3, 6–4                |                      | 6–3, 6–2 (w/ Пегула)    | 5–7, 4–6             | 2–1     | 4–2 (67%)         | 33–25 (57%)           | 2     |
| 6 9 | Джессіка Пегула Дарія Касаткіна | 1–6, 0–6 (w/ Касаткіна) | 3–6, 2–6 (w/ Пегула) |                         | 3–6, 3–6 (w/ Пегула) | 0–2 0–1 | 0–4 (0%) 0–2 (0%) | 11–24 (31%) 1–12 (8%) | X 4   |
| 8   | Барбора Крейчикова              | 6–4, 5–7, 2–6           | 7–5, 6–4             | 6–3, 6–3 (w/ Пегула)    |                      | 2–1     | 5–2 (71%)         | 38–32 (54%)           | 1     |

Місце визначалося за: 1. числом перемог; 2. числом ігор; 3. за рівності показників двох тенісисток очною грою; 4. за рівності показнків трьох тенісисток, (a) процентом виграних сетів (очною грою у разі рівності двох учасниць), тоді (b) процентом виграних геймів (особистою зустріччю при рівності двох), тоді (c) рейтингом WTA.